# شمیل چمباکات
شمیل چمباکات (زاده ۱۲ ژانویه ۱۹۸۶) بازیکن سابق فوتبال اهل هند است که در حال حاضر به عنوان سرمربی تیم زیر ۱۸ سال باشگاه حیدرآباد فعالیت می‌کند. وی پس از بازنشستگی از فوتبال در سنین پایین به دلیل مشکلات مصدومیت، حرفه مدیریتی حرفه ای خود در دنیای سرمربیگری با سرمربی بودن تیم زیر ۱۵ سال کرالا بلسترز در سال ۲۰۱۷ آغاز کرد. شمیل همچنین به عنوان دستیار مربی تیم ذخیره کرالا بلسترز که در فصل ۲۰–۲۰۱۹ قهرمان لیگ برتر کرالا شد کار کرد.

## حرفه باشگاهی
شمیل دوران جوانی و غیرحرفه ای خود را در جارخند با بازی در آکادمی فوتبال سایل آغاز کرد. پس از گذراندن ۵ سال در آنجا، وی در سال ۲۰۰۴ با ویوا کرالا قرارداد امضا کرد. شمیل یک سال را در آنجا سپری کرد تا در سال ۲۰۰۵ با باشگاه ورزشی واسکو گوا قراردادش را ببندد. سپس او با باشگاه محمد اس سی در سال ۲۰۰۷ برای فصل ۲۰۰۸–۲۰۰۷ سر قرارداد به توافق رسید. وی در سال ۲۰۰۸ با باشگاه بمبئی بنگال برای فصل ۰۹–۲۰۰۸ قرارداد بست. او در سال ۲۰۰۷ برای مسابقات مقدماتی المپیک به اردوی تیم ملی فوتبال هند دعوت شد، اما نتوانست به تیم اصلی راه پیدا کند. شمیل به دلیل مصدومیت مجبور به ترک فوتبال حرفه ای در سال ۲۰۰۹ شد.

## حرفه سرمربیگری
پس از خداحافظی او در ۲۴ سالگی، شمیل به عنوان سرمربی مدارس مختلف فوتبال در کرالا کار کرد. در سال ۲۰۱۴ بود که وی وارد دنیای حرفه ای سرمربیگری شد. او به عنوان سرمربی آکادمی فوتبال پرودیجی، که با همکاری مدارس فوتبال کرالا بلسترز کار می‌کرد، قرارداد امضا کرد. سپس در سال ۲۰۱۶، شمیل برای آکادمی فوتبال موئت هاوت، که همچنین با همکاری آکادمی کرالا بلسترز کار می‌کرد، قرارداد سرمربیگری بست. او در سال ۲۰۱۷ دیپلم مربیگری حرفه ای اف سی (بی) دریافت کرد. در همان سال، کرالا بلسترز تصمیم گرفت تیم‌های جوانان خود را در هیرو الیته لیگ قرار دهد و شمیل به عنوان سرمربی تیم زیر ۱۵ سال بلسترز منصوب شد. اولین موفقیت او به عنوان یک مربی حرفه ای فوتبال در لیگ قهرمانان نوجوانان ۱۹–۲۰۱۸ به دست آمد زیرا تیم زیر ۱۵ سال بلسترز به نیمه نهایی مسابقات رسید. بعداً در همان سال، او مدرک دیپلم مربیگری حرفه ای اف سی را دریافت کرد. شمیل همچنین با تیم ذخیره کرالا بلسترز به عنوان دستیار سرمربی با آنها همکاری می‌کرد و به خاطر پیشرفت بازیکنانی مانند سهال عبدالصمد و محمد راکیپ مشهور است. همچنین بازیکنان زیر ۱۵ سال یوهینبا مایتی و امان ساهنی، که زیر نظر شمیل تقویت شده بودند، در سال ۲۰۱۹ برای تیم زیر ۱۵ سال هند به میدان رفتند. در سال ۲۰۲۰، تیم ذخیره بلسترز در فصل ۲۰–۲۰۱۹ لیگ برتر کرالا قهرمان شد و این اولین قهرمانی شمیل به عنوان سرمربی بود. او همچنین چند فرصت برای کار به عنوان دستیار سرمربی تیم بزرگسالان کرالا بلسترز در پایان فصل عادی ۱۹–۲۰۱۸ بدست آورد. او در سال ۲۰۲۰ پس از پایان قرارداد، کرالا بلسترز را ترک کرد.
در ۲ ژانویه ۲۰۲۱ اعلام شد که شمیل به عنوان سرمربی تیم دوم باشگاه حیدرآباد قراردادی سه ساله بسته‌است.

## آمارهای شغلی

### آمار سرمربیگری
تا تاریخ ۲ فوریه ۲۰۲۰.
| زیر ۱۵ سال کرالا بلسترز (سرمربی) | ۲۰۱۷ | ۲۰۲۰ | ۳۶ | ۲۲ | ۴ | ۱۰ | ۶۱ ٪ |
| تیم دوم کرالا بلسترز (دستیار)    | ۲۰۱۸ | ۲۰۲۰ | ۴۸ | ۳۰ | ۴ | ۱۴ | ۵۷ ٪ |

## افتخارات

### به عنوان مدیر
- تیم دوم کرالا بلسترز: قهرمان لیگ برتر کرالا ۲۰–۲۰۱۹